# ベルズ公国
ベルズ公国（ウクライナ語: Белзьке князівство）は、12世紀から15世紀にかけて存在した中世ルーシの分領公国の一つである。その領土はブク川流域（現ウクライナのヴォルィーニ地域）に広がり、ルーシ諸公国の中では西部に位置した。公国の名は首都のおかれた都市・ベルズに拠る。

## 歴史
ベルズ公国は1170年頃にヴォルィーニ公国の分領公国として成立した。その最初の公（クニャージ）はキエフ大公ムスチスラフ2世の子のフセヴォロドだった。以降、ヴォルィーニ公国、ガーリチ・ヴォルィーニ公国に従属した。1240年にはモンゴルのルーシ侵攻によって破壊された。1340年から1377年にかけてリトアニア大公国の一部となり、1388年からはマゾフシェ公国に従属した。1462年にポーランド王国に併合され、1772年（第1次ポーランド分割）までその一部となっていた。